# Valea Dâljii
Valea Dâljii – wieś w Rumunii, w okręgu Hunedoara, w gminie Râu de Mori. W 2011 roku liczyła 266 mieszkańców.